# Спартак (футбольный клуб, Тамбов, 2022)
«Спарта́к» — российский футбольный клуб из Тамбова. Создан в 2022 году под названием «Академия футбола». С сезона 2022/23 — участник первенства Второй лиги.

## Названия
- 2022 — «Академия футбола».
- С 2022 — «Спартак».

## История
В 2021 году ФК «Тамбов» стал банкротом, и Тамбовская область осталась без профессионального футбольного клуба. В 2022 году, при участии временно исполняющего обязанности главы администрации Тамбовской области Максима Егорова, было решено создать новый клуб на базе местной академии футбола, у которой имеется также команда «Академия футбола» — участница первенства и кубка СФФ «Центр» в рамках III дивизиона (первенства России среди любительских команд). В числе возможных названий профессионального клуба назывались историческое название «Спартак» (отсылающее к местному клубу, участвовавшему в первенствах страны) и «Академия футбола». В июне клуб получил лицензию для участия в сезоне-2022/23 во второй лиге России как «ОГАУ „СШОР № 1“ г. Тамбов». В конце месяца на сайте лиги был опубликован состав групп 2 и 3: в группе 3 клуб фигурировал под названием ФК «Академия футбола».
7 июля 2022 года стало известно, что команда может получить название «Спартак». 11 июля в официальной группе ТОГАУ СШОР № 1 «Академия футбола» в социальной сети «Вконтакте» было размещено сообщение о том, что команда будет играть под названием «Спартак». Днём ранее команда провела контрольный матч в Липецке против местного «Металлурга», завершившийся победой хозяев со счётом 2:1.
В стартовом матче второй лиги 16 июля «Спартак» в гостях проиграл курскому «Авангарду» — 0:2. В следующем туре впервые за несколько лет тамбовская команда проводила домашнюю игру на профессиональном уровне. 24 июля в присутствии более трёх тысяч зрителей была одержана победа над обнинским «Квантом» со счётом 4:2, первый мяч у «Спартака» забил Роман Жеребятьев, отметившийся в этой игре хет-триком.

### Клубные цвета
| Красный | Белый |

## Результаты
| Первенство | Первенство                          | Первенство                                    | Первенство | Первенство | Первенство | Первенство | Первенство | Первенство | Первенство | Первенство                   | Кубок                   |
| Сезон      | Лига                                | Лига                                          | Место      | И          | В          | Н          | П          | Мячи       | О          | Примечания                   | Кубок                   |
| ---------- | ----------------------------------- | --------------------------------------------- | ---------- | ---------- | ---------- | ---------- | ---------- | ---------- | ---------- | ---------------------------- | ----------------------- |
| 2022/23    | Вторая лига, группа 3               | первый этап, подгруппа 1                      | 18 из 24   | 22         | 7          | 5          | 10         | 20-30      | 26         | 9-е место из 12              | 4-й раунд пути регионов |
| 2022/23    | Вторая лига, группа 3               | второй этап, подгруппа «Б» (за 13—24-е места) | 18 из 24   | 12         | 4          | 4          | 4          | 19-18      | 16         | старт — с 6-го (18-го) места | 4-й раунд пути регионов |
| 2023       | Вторая лига, дивизион «Б», группа 3 | Вторая лига, дивизион «Б», группа 3           | 3 из 18    | 17         | 10         | 3          | 4          | 26-22      | 33         |                              | 2-й раунд пути регионов |
| 1.         |                                     |                                               |            |            |            |            |            |            |            |                              |                         |

## Главные тренеры
| 2022      | Игорь Неучев               |
| 2022—2023 | Сергей Рыжиков             |
| 2023      | Дмитрий Фомин              |
| 2023      | Александр Кудряшов (и. о.) |
| 2024      | Александр Смирнов          |
| с 2024    | Александр Кудряшов (и. о.) |
| 2024-н.в. | Михаил Пилипко             |

## Текущий состав
| №  |        | Поз. | Имя                | Год рождения |
| -- | ------ | ---- | ------------------ | ------------ |
| 1  | Россия | Вр   | Александр Баженов  | 1995         |
| 2  | Россия | Защ  | Вячеслав Пузиков   | 2005         |
| 3  | Россия | Защ  | Святослав Шабанов  | 1993         |
| 7  | Россия | ПЗ   | Олег Чернышов      | 1986         |
| 9  | Россия | ПЗ   | Андрей Малолетов   | 2005         |
| 10 | Россия | ПЗ   | Игорь Горелов      | 2002         |
| 11 | Россия | НП   | Дмитрий Соловьёв   | 1998         |
| 12 | Россия | Вр   | Тихон Высотин      | 1996         |
| 14 | Россия | Защ  | Денис Никитцев     | 2007         |
| 15 | Россия | НП   | Андрей Часовских   | 1991         |
| 17 | Россия | ПЗ   | Владимир Победимов | 1998         |
| 18 | Россия | Защ  | Даниил Криворучко  | 1998         |
| 19 | Россия | ПЗ   | Алексей Шульгин    | 1997         |

| №  |        | Поз. | Имя                | Год рождения |
| -- | ------ | ---- | ------------------ | ------------ |
| 21 | Россия | НП   | Иван Пчелинцев     | 2005         |
| 22 | Россия | Защ  | Максим Карпухин    | 1998         |
| 23 | Россия | ПЗ   | Иван Репях         | 2001         |
| 24 | Россия | Защ  | Александр Головня  | 1998         |
| 25 | Россия | ПЗ   | Дмитрий Кольтюков  | 2005         |
| 29 | Россия | НП   | Андрей Васепов     | 2006         |
| 33 | Россия | Защ  | Валерий Ганус      | 1998         |
| 36 | Россия | ПЗ   | Денис Скрыпников   | 2001         |
| 71 | Россия | НП   | Роман Жеребятьев   | 2001         |
| 78 | Россия | Защ  | Иван Бзикадзе      | 2003         |
| 88 | Россия | ПЗ   | Садыг Багиев       | 2004         |
| 92 | Россия | ПЗ   | Михаил Белов       | 1992         |
| 99 | Россия | Вр   | Александр Рябинкин | 2004         |